# Clidemia plumosa
Clidemia plumosa là một loài thực vật có hoa trong họ Mua. Loài này được DC. mô tả khoa học đầu tiên.